# David Dorfman
David Benjamin Douglas Dorfman (Los Ángeles, California; 7 de febrero de 1993) es un abogado y ex actor estadounidense, conocido por su interpretación de Aidan Keller en el filme de terror de 2002 The Ring y la secuela de 2005 The Ring Two. También apareció como Sammy en el filme de 2000 Panic. También es conocido por haber interpretado al personaje Charles Wallace Murry en el filme A Wrinkle in Time, una adaptación de la novela de Madeleine L'Engle Wrinkle in Time. En 2008, Dorfman apareció en la película Drillbit Taylor.

## Filmografía

### Cine
| Año  | Título                      | Rol               |
| 1998 | Grown-Ups                   | Ryan              |
| 2000 | Panic                       | Sammy             |
| 2000 | Bounce                      | Joey Janello      |
| 2002 | The Ring                    | Aidan Keller      |
| 2002 | 100 Mile Rule               | Andrew Davis      |
| 2003 | The Singing Detective       | Dan Dark de joven |
| 2003 | The Texas Chainsaw Massacre | Jedidiah          |
| 2005 | The Ring Two                | Aidan Keller      |
| 2008 | Drillbit Taylor             | Emmit             |
| 2010 | Zombie Roadkill             | Simon             |

### Televisión
| Año       | Título            | Rol                   | Notas                     |
| 1999      | Invisible Child   | Sam Beeman            | Película para televisión  |
| 1999      | Time of Your Life | Kid                   | 1 episodio                |
| 2001      | Ally McBeal       | Sam Paul              | 1 episodio                |
| 2001      | Black of Life     | Nicky                 | 1 episodio                |
| 1999-2002 | Family Law        | Rupie Holt            | 20 episodios              |
| 2003      | A Wrinkle in Time | Charles Wallace Murry | Película para televisión  |
| 2003-2005 | Joan of Arcadia   | Rocky Tardio          | 3 episodios               |
| 2006      | Ghost Whisperer   | Daniel Greene         | 1 episodio                |
| 2017      | Game of Thrones   | Soldado Lannister     | 1 episodio: "Dragonstone" |